# Протока Нортумбрії

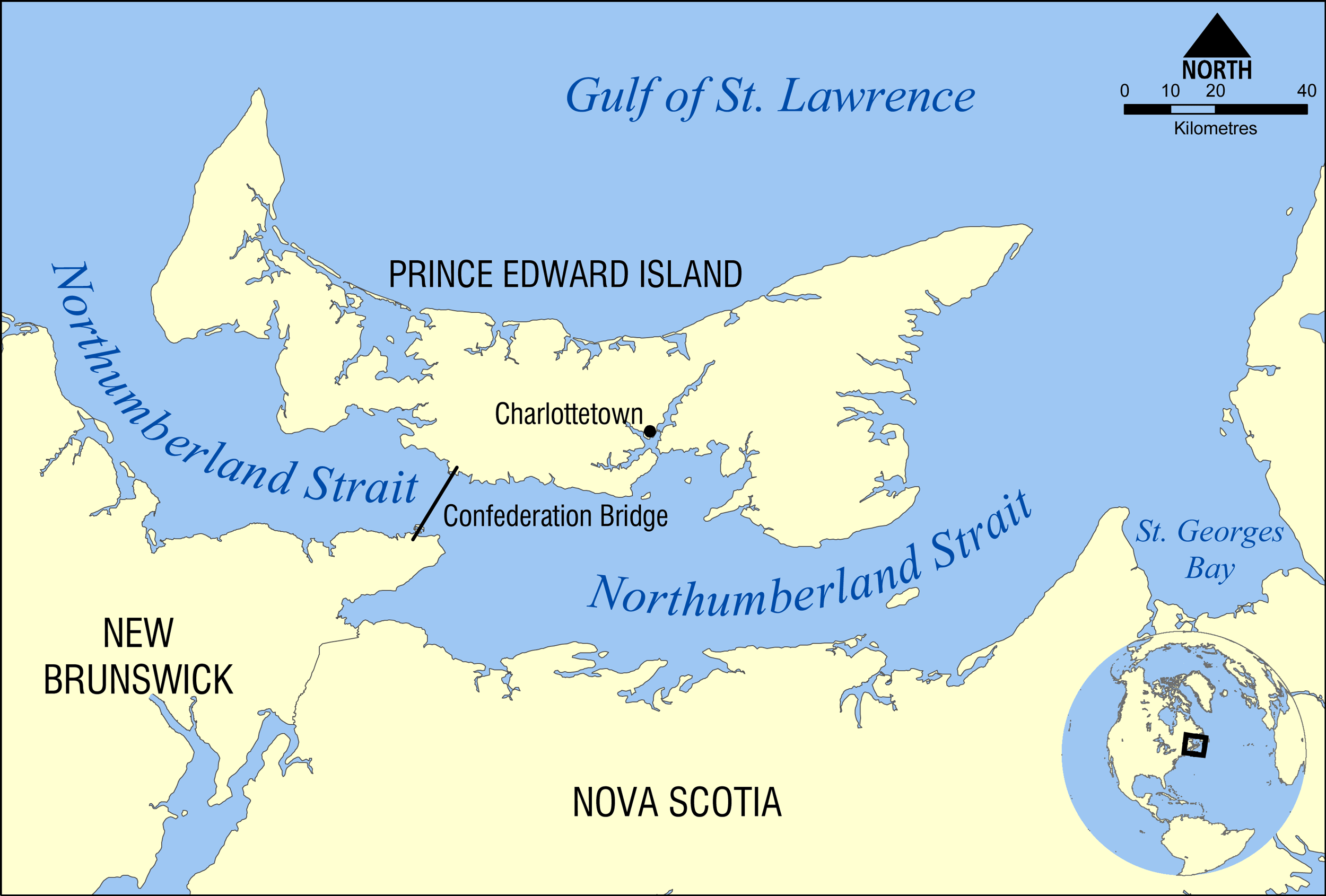
Мапа протоки Нортумбрії

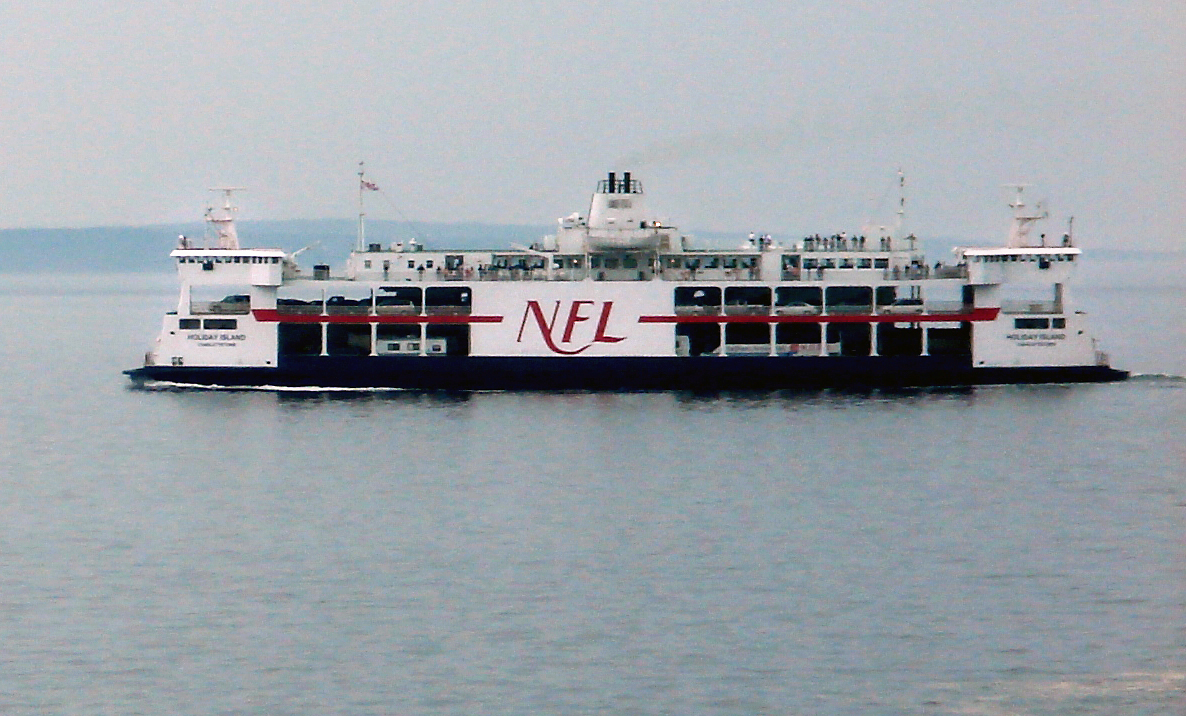
Пором перетинає протоку Нортумбрії

Протока Нортумбрії (англ. Northumberland Strait, фр. détroit de Northumberland) — знаходиться у східній частині Канади; довжина 225 км, ширина 13—43 км; глибина 68 м.
Протока Нортумбрії є частиною затоки Св. Лаврентія між південним берегом провінції острів Принца Едварда і північним берегом провінції Нью-Брансвік.
Міст Конфедерації (англ. Confederation Bridge) (фр. Pont de la Confédération) через протоку Нортумбрії єднає дві приморські провінції Канади.